# Jean-Marc Richard
 (mars 2009).
Si vous disposez d'ouvrages ou d'articles de référence ou si vous connaissez des sites web de qualité traitant du thème abordé ici, merci de compléter l'article en donnant les références utiles à sa vérifiabilité et en les liant à la section « Notes et références ».
Pour les articles homonymes, voir Richard.
Jean-Marc Richard est un animateur de radio et de télévision suisse, né le 18 septembre 1960 à Lausanne.

## Biographie
Jean-Marc Richard naît le 18 septembre 1960 à Lausanne, dans le canton de Vaud. Il est le fils de Claude et Marianne Richard, née Martinoli. Ils se sont rencontrés à l'Union chrétienne de jeunes gens de Chailly et se sont mariés en 1958. Sa sœur est l'actrice Anne Richard. Son père effectue un apprentissage d'employé de commerce et il fait carrière à La Suisse Assurances où il finit sous-directeur, mais prend une retraite anticipée à 57 ans à la suite d'une alerte cardiaque pour profiter de la vie. Sa mère est très engagée dans le bénévolat et elle s'est occupée notamment des malades atteints du sida. Ses grands-parents paternels sont Charles et Cécile Richard, née Tzault. Son grand-père maternel, du nom de famille Martinoli, qui a eu une petite entreprise de peinture en bâtiment, est venu d'Italie du Nord et a épousé Lucette Blanc. Sa tante et marraine Sylvia était la compagne d'Henri-Charles Tauxe,.
Il grandit à Lausanne. Après sa scolarité obligatoire, il entreprend en 1976 un apprentissage de libraire,.
À la fin des années 1970, il crée une troupe de théâtre amateur. Il poursuit d'autres occupations et devient notamment porte-parole du mouvement autonome de Lausanne et de la Dolce Vita. Il est aussi le président du premier Parlement des jeunes de Suisse.
De 1984 à 1990, il est animateur et journaliste à Radio Acidule. Il revient sur cette expérience : « j'ai d'abord animé une émission rock. Après quoi, j'ai pris en main les émissions politiques. Puis la matinale de la station. Je me souviens d'ailleurs du premier jour de cette dernière. Je n'avais rien, pas encore vraiment d'équipe. Tout juste de quoi faire une revue de presse ». Jean-Marc Richard entreprend de retransmettre en direct les séances du Conseil communal de Lausanne - une première - mais aussi de nombreux débats dans le cadre de l'émission En dépit du bon sens, la vérité décolle mieux par vent contraire, animée souvent en direct et en public de la place de la Palud. Il remporte le prix Jean-Pierre Goretta,.
En 1993, il est cofondateur et présentateur de la Télévision de la région lausannoise.
Dans ces activités annexes, il a été maître de cérémonie pour les matches d'improvisation de l'Association Vaudoise des Ligues d'Improvisation.[réf. souhaitée]

## Radio télévision suisse
En 1991, il devient animateur bénévole de La Chaîne du bonheur pour la Télévision suisse romande et la Radio suisse romande. 
En 1992, il débute à la Radio suisse romande, en tant qu’animateur des Dicodeurs. La même année il devient aussi animateur du jeu de la Télévision suisse romande Téléduo et de l'émission Le Kiosque à musiques. Il anime à partir de 1998 l'émission Les coups de cœur d'Alain Morisod et le Concours Eurovision de la chanson. Après 32 ans et des dizaines d'éditions comme commentateur, lors de la participation de la Suisse au Concours Eurovision de la chanson 2024, il voit finalement la Suisse l'emporter avec Nemo et sa chanson The Code, à la Malmö Arena en Suède.

### Émissions

#### Émissions radio
- Les Goaléadors ;
- Les Dicodeurs ;
- Le Kiosque à musiques ;
- Drôle de zèbre ;
- Chacun pour tous ;
- Les P’tits Zèbres ;
- Les Zèbres ;
- La ligne de cœur.

#### Émissions de télévision
- Les coups de cœur d'Alain Morisod ;
- TéléDuo ;
- TéléTrésor ;
- Rigolot ;
- La Poule aux œufs d’or ;
- Les Clés de la fortune ;
- La roue de la chance ;
- Jour de fête ;
- Tapis rouge ;
- Star à la TV ;
- Présentation de sélections nationales suisses et commentateur du Concours Eurovision de la Chanson ;
- Présentation de l'élection de Miss Suisse ;
- Présentation de l'élection de Miss Suisse romande ;
- À vous de décider ;
- Ça cartonne ;
- Les P’tits Aventuriers ;
- Commentateur de divers cortèges ;
- Président du Jury de la Boîte à musique ;
- Présentation de la Boîte à Musique.

### Engagement
Depuis de nombreuses années, Jean-Marc Richard est bénévole lors d'actions de rue de Terre des hommes - aide à l’enfance. Dès lors, il s'active, tant en Suisse qu'à l'occasion de voyages de presse sur des terrains d'intervention, au soutien et à la promotion des droits de l'enfant. C'est pour cette même Fondation qu'il est promu en 2006 « Ambassadeur des Droits de l’enfant »..

### Théâtre
De janvier à mars 2004, il joue dans une interprétation de Agatha de Marguerite Duras aux côtés de sa sœur Anne Richard.

## Vie privée
Il est marié et habite depuis 2018 à Berne avec son épouse et l'un de ses fils.

### Campings cars et émission Les zèbres
Jean-Marc Richard a vécu partiellement pendant une vingtaine d'année dans trois camping-cars successifs, des années 1990 à 2014, jusqu'à un accident sur l'autoroute. Il était appelés Le Zèbre en rapport avec le nom de ses émissions. Au départ il s'agissait d'un concept radio et la décoration était des rayures rouges et blanches pour évoquer des ondes radios. Lorsque le journaliste et grand reporter Frank Musy l'a vu, il a déclaré : « oh, quel drôle de zèbre ». Frank Musy lui avait également proposé au départ d'acheter un camping-car car il savait que Jean-Marc Richard n'appréciait pas d'être enfermé dans un studio. « Je fais ce métier car j'aime aller à la rencontre des gens », déclare-il. Cela lui a forcé à passer son permis de conduire en deux mois car son émission débutait en septembre. Le premier «Zèbre», financé par l'animateur lui-même, avait déjà à l'époque été victime d'un accident. Il a été suivi par un deuxième, également payé par lui. Enfin, en 2004 environ, il a fallu un véhicule plus grand pour y accueillir les écoliers pour son émission radio quotidienne, et c'est là qu'est arrivé le 3e «Zèbre», loué cette fois à la RTS. Après réparation, ce troisième camping-car sera offert à une radio communautaire au Burkina Faso,.